# Trofeo Ladino Elite 2023
Il 6º Trofeo Ladino Elite si è svolto tra l'11 e il 31 agosto 2023.

## Formula e partecipanti
La formula è stata confermata. Hanno partecipato al torneo le tre compagini dell'area di lingua ladina iscritte al massimo campionato italiano di hockey su ghiaccio ed all'Alps Hockey League:
- Cortina
- Fassa Falcons
- Gherdëina

Il torneo è stato giocato come di consueto con un girone di andata e ritorno, per complessivi sei incontri.

## Risultati
| 1ª             | giornata            | 2ª             |
| 11 agosto 2023 |                     | 17 agosto 2023 |
| 5-3 referto    | Cortina - Gherdëina | 2-1 referto    |

| 4ª             | giornata        | 5ª             |
| 24 agosto 2023 |                 | 29 agosto 2023 |
| 4-1 referto    | Fassa - Cortina | 3-7 referto    |

| 3ª             | giornata          | 6ª             |
| 22 agosto 2023 |                   | 31 agosto 2023 |
| 2-3 referto    | Gherdëina - Fassa | 4-2 referto    |

## Classifica
| Pos. | Squadra       | Pt | G | V | VOT | POT | P | GF | GS | DR |
| ---- | ------------- | -- | - | - | --- | --- | - | -- | -- | -- |
| 1.   | Cortina       | 9  | 4 | 3 | 0   | 0   | 1 | 15 | 11 | +4 |
| 2.   | Fassa Falcons | 6  | 4 | 2 | 0   | 0   | 2 | 12 | 14 | -2 |
| 3.   | Gherdëina     | 3  | 4 | 1 | 0   | 0   | 3 | 10 | 12 | -2 |